# Marko Tolić
Marko Tolić [marko tolič]  (* 5. července 1996, Záhřeb) je chorvatský fotbalový záložník, od července 2023 hráč slovenského mužstva ŠK Slovan Bratislava. Mimo Chorvatsko působil na klubové úrovni ve Slovinsku. Nastupuje na postu ofenzivního záložníka.

## Klubová kariéra
Svoji fotbalovou kariéru začal v Croatii Sesvete, kam se po angažmá v žácích Dinama Záhřeb vrátil a pokračoval zde v mládeži, stejně jako při angažmá v Lokomotivě Zagreb.

### NK Lokomotiva Zagreb

#### Sezóna 2014/15
V průběhu podzimní části sezony 2014/15 se propracoval do seniorské kategorie Lokomotivy. Ligový debut v "áčku" si zde odbyl v 19. kole hraném 13. prosince 2014 proti týmu NK Osijek (výhra 2:0), na hrací plochu přišel v 88. minutě. Jednalo se o jeho jediný start v ročníku za Lokomotivu Zagreb. V následujících letech hostoval v mužstvech tehdy hrajících druhou chorvatskou ligu.

#### Sezóna 2019/20
V létě 2019 se z hostováních vrátil do Lokomotivy. První gól v této sezoně zaznamenal v sedmém kole proti Slavenu Belupo, když při vysoké domácí výhře 6:1 v 18. minutě otevřel střelecký účet zápas. Podruhé v ročníku se trefil 20. 9. 2019 v souboji s Osijekem, když v 88. minutě dával na konečných 2:1. V rozmezí 13. až 17. kola vsítil celkem pět branek, když se třikrát prosadil proti Interu Zaprešić (výhra 3:1) a po jednom gólu dal v soubojích s mužstvy NK Istra 1961 (výhra 2:0), NK Varaždin (výhra 2:1) a HNK Gorica (výhra 4:0). Podeváté v sezoně se prosadil v městském derby s Dinamem Záhřeb (výhra 1:0) z penalty. Následně si připsal po jedné brance 4. a 12. července 2020 v odvetách s Interem Zaprešić (výhra 3:1) a Slavenem Belup (remíza 1:1) S jedenácti vstřelenými góly v ročníku patřil mezi TOP 10 kanonýrů nejvyšší soutěže a byl i nejlepším střelcem Lokomotivy Zagreb v této sezoně.

### NK Sesvete (hostování)
Před jarem 2015 odešel hostovat do klubu NK Sesvete. Premiéru v lize zde absolvoval 1. 3. 2015 v 19. kole v souboji s týmem NK Lučko, když při bezbrankové remíze na domácím trávníku se dostal na hřiště v 77. minutě. Během toho angažmá se příliš neprosadil. Nastoupil pouze k osmi ligovým zápasům, ve kterých vždy zasáhl do utkání jako střídající hráč.

### NK Hrvatski Dragovoljac (hostování)
Před ročníkem 2015/16 zamířil na další hostování, tentokrát do mužstva NK Hrvatski Dragovoljac. V tomto celku však neodehrál jediné ligové střetnutí, jen ve dvou případech byl na lavičce náhradníků. Po půl roce se proti vrátil do svého mateřského klubu. 

### NK Lučko (hostování)
V únoru 2016 jeho kroky vedly do týmu NK Lučko, kde opět hostoval. Ligový debut v dresu mužstva si připsal 24. března 2016 proti klubu NK Rudeš, při vítězství 4:1 venku odehrál celý zápas a ve 45. minutě vyrovnával na průběžných 1:1. Svoji druhou branku v ročníku vsítil v předposledním 32. kole v souboji s týmem HNK Cibalia (prohra 1:3), když ve 24. minutě dával jediný gól Lučka v utkání.

### HNK Gorica (hostování)
Sezonu 2016/17 začal v Lokomotivě Zagreb, následně byl uvolněn na další hostování, když posílil celek HNK Gorica. Svůj premiérový start v lize za Goricu zaznamenal proti mužstvu NK Hrvatski Dragovoljac (výhra 4:0), na trávník přišel v 77. minutě. Kromě tohoto střetnutí nastoupil již pouze k jednomu duelu, ve kterém byl také střídajícím hráčem.

### NK Lučko (druhé hostování)
Před druhou částí ročníku 2016/2017 se vrátil hostovat do Lučka. Obnovenou ligovou premiéru zde zažil ve 23. kole hraném 25. 3. 2017 v souboji s rezervou Dinama Záhřeb, když odehrál celých 90 minut a byl u remízy 1:1. Toto druhé angažmá v Lučce již nebylo tak úspěšné jako první, jelikož ve čtyřech střetnutích gól nedal.

### NK Sesvete (druhé hostování)

#### Sezóna 2017/18
V létě 2017 se vrátil formou hostování do klubu NK Sesvete. Svůj první zápas v lize po návratu si odbyl v páté kole proti "béčku" Dinama Záhřeb (remíza 1:1), na hřiště přišel ve 24. minutě. Poprvé a podruhé v sezoně se trefil 27. září 2017 v souboji s týmem NK Novigrad (výhra 3:2) ve 37. a 49. minutě. Svoji třetí brankou v ročníku zaznamenal proti mužstvu NK Varaždin (výhra 3:2), když dával na 2:1. Následně se prosadil 24. 3. 2018 ve 23. kole proti mužstvu NK Hrvatski Dragovoljac (výhra 2:2). Další dvougólové utkání absolvoval ve 25. kole v odvetě s Novigradem, když při vysoké domácí výhře 5:0 nejprve otevřel střelecký účet střetnutí a následně zvyšoval na 2:0. Pošesté v sezoně zaznamenal gól 8. dubna 2018 v souboji s rezervou Hajduku Split, když dal jedinou a tudíž vítěznou branku zápasu. Svůj osmý přesný střelecký zásah si připsal o 12 dní později proti celku HNK Šibenik a podílel se na domácím vítězství 3:2.

#### Sezóna 2018/19
Poprvé v ročníku vsítil branku v duelu s "béčkem" Dinama Záhřeb, když ve 22. minutě z penalty snižoval na konečných 1:2. Svého druhého a třetího gólu v sezoně se dočkal v pátém kole hraném 21. 9. 2018 v souboji s klubem NK Hrvatski Dragovoljac při výhře 3:1 doma. Následně skóroval v dalším měsíci, když proti týmu NK Dugopolje rozhodl přesnou trefou na 1:0 toto utkání. Ve 12. kole se trefil popáté a pošesté v ročníku, konkrétně proti mužstvu NK Kustošija (výhra 3:0) ve 48. a 90.+2. minutě. V březnu 2019 se prosadil celkem pětkrát, když zaznamenal po dvou brankách proti celkům NK Osijek B (výhra 3:1) a v odvetě s klubem NK Hrvatski Dragovoljac (výhra 3:1) a jeden gól v souboji s klubem NK Međimurje Čakovec (výhra 3:1). Svoji dvanáctou a třináctou branku v sezoně si připsal 19. dubna 2019 ve 21. kole proti týmu BSK Bijelo Brdo, když nejprve dával na 1:0 a poté na konečných 3:0. V odvetném střetnutí s mužstvem NK Dugopolje ve 23. kole se trefil počtrnácté v ročníku a podílel se na remíze 1:1. Svůj patnáctý gól v sezoně zaznamenal 10. 5. 2019 v souboji s "béčkem" Hajduku Split.

### GNK Dinamo Záhřeb

#### Sezóna 2020/21
Po povedené sezoně 2019/20 v Lokomotivě Zagreb přestoupil do klubu městského rivala Dinama Záhřeb. S Dinamem se představil krátce po příchodu v základní skupině K Evropské ligy UEFA 2020/2021, kde v konfrontaci  s celky Feyenoord (Nizozemsko), PFK CSKA Moskva (Rusko) a Wolfsberger AC (Rakousko) skončili se spoluhráči na prvním místě tabulky a probojovali se do jarní části, kde postoupili přes ruský tým FK Krasnodar (výhry 3:2 venku a 1:0 doma) a Tottenham Hotspur FC z Anglie (prohra 0:2 venku a výhra 3:0 doma po prodloužení) do čtvrtfinále, kde vypadli se španělským mužstvem Villarreal CF (prohry 0:1 doma a 1:2 venku). Tolić ve vyřazovací fázi odehrál jen jeden zápas. 
Ligový debut si zde odbyl proti mužstvu NK Osijek, na hřiště přišel v průběhu druhého poločasu a v 86. minutě zvyšoval na konečných 4:1. Podruhé v ročníku skóroval v 11. kole hraném 8. listopadu 2020 v souboji s klubem NK Istra 1961 při vysoké domácí výhře 5:0. Potřetí a počtvrté v sezoně se trefil v duelech proti Slavenu Belupo (výhry 3:0 doma a 2:0 venku). Na jaře 2021 získal s Dinamem Záhřeb „double“, tedy ligový titul i domácí pohár.

#### Sezóna 2021/22
V podzimní části ročníku 2021/22 se podílel na postupu svého zaměstnavatele z prvního předkola Ligy mistrů UEFA 2021/2022 do skupinové fáze Evropské ligy UEFA 2021/2022, v předkolech však odehrál pouze jeden zápas. V základní skupině H pak pomohl Záhřebu v konfrontaci se soupeři West Ham United FC (Anglie), KRC Genk (Belgie) a SK Rapid Vídeň (Rakousko) ke druhému místu tabulky a tedy postupu do jarního play-off, kde však vypadli se spoluhráči hned v předkole se španělským týmem Sevilla FC po prohře 1:3 venku a výhře 1:0 doma.
Svoji první branku v sezoně si připsal v 11. kole ve třetí minutě nastavení druhého poločasu a byl u vysoké domácí výhry 8:0 nad mužstvem NK Hrvatski Dragovoljac. Podruhé v ročníku skóroval 15. 5. 2022 v souboji s celkem HNK Šibenik (výhra 2:0), když ve 39. minutě otevřel střelecký účet utkání. V této sezoně pomohl Dinamu k obhajobě ligového primátu.

#### Sezóna 2022/23
V ročníku 2022/23 nastoupil pouze ke dvěma střetnutím v lize, jelikož v průběhu sezony odešel. Na jaře 2023 získalo Dinamo Záhřeb již třetí ligový titul v řadě a Tolić se na tomto úspěchu částečně podílel.

### NK Maribor (hostování)
V srpnu 2022 zamířil z Dinama Záhřeb hostovat do Slovinska, konkrétně do klubu NK Maribor. Debut v lize zde absolvoval proti týmu NŠ Mura (výhra 1:0), na trávníku vydržel do 86. minuty. Svůj první gól v ročníku dal 29. října 2022 v 15. kole v souboji s mužstvem NK Celje (remíza 3:3), když v 59. minutě srovnával na průběžných 2:2. Další branky vsítil v 16. a 17. kole, když vstřelil hattrick proti celku NK Tabor Sežana (výhra 4:0) a jeden gól v odvetě s Murou (výhra 5:1). Pošesté v sezoně rozvlnil síť soupeřovy "svatyně" 15. 3. 2023 v duelu s klubem NK Bravo při výhře 3:2. Následně dal gól v souboji s týmem FC Koper (výhra 3:1), když ve 43. minutě otevřel střelecký účet střetnutí. Na jaře 2023 se s Mariborem dostal až do finále domácího poháru, kde však podlehli se spoluhráči Olimpiji Lublaň 1:2 po prodloužení a tuto trofej nezískali. Celkem si připsal v tomto ročníku v lize sedm branek a na dalších 11 přihrál.

### ŠK Slovan Bratislava

#### Sezóna 2023/24
Před sezonou 2023/24 odešel ze Záhřebu na roční hostování s opcí na přestup do Slovanu Bratislava, úřadujícího mistra slovenské nejvyšší soutěže. Se Slovanem postoupili přes lucemburské mužstvo FC Swift Hesper (remíza 1:1 doma a výhra 2:0 venku) a celek HŠK Zrinjski Mostar z Bosny a Hercegoviny (výhra 1:0 venku a remíza 2:2 doma) do třetího předkola Ligy mistrů UEFA 2023/2024, ve kterém vypadli po prohrách 1:2 doma a 1:3 venku s izraelským klubem Makabi Haifa FC a byli přesunuti do čtvrtého předkola - play-off Evropské ligy UEFA 2023/2024, ve kterém nepostoupili po domácí výhře 2:1 a prohře 2:6 venku přes tým Aris Limassol z Kypru a kvalifikovali se tak do skupinové fáze Evropské Konferenční ligy UEFA 2023/2024. Se Slovanem Bratislava byli zařazeni do základní skupiny A, kde v konfrontaci s mužstvy Lille OSC (Francie) - (prohra 1:2 venku a remíza 1:1 doma), NK Olimpija Lublaň (Slovinsko) - (výhra 1:0 venku a prohra 1:2 doma) a KÍ Klaksvík (Faerské ostrovy) - (výhry doma i venku 2:1). skončili se ziskem deseti bodů na druhém místě tabulky a podruhé za sebou postoupili do jarní vyřazovací části této soutěže. V ní však vypadli se spoluhráči již v šestnáctifinále po prohrách 1:4 venku a 0:1 doma se Sturmem Graz z Rakouska. Celkem v tomto ročníku pohárové Evropy nastoupil Tolić ke 13 zápasům, v nichž dal dva góly, konkrétně v odvetě s Makabi a v úvodním duelu s Arisem.
Svůj první ligový zápas si zde připsal v úvodním kole hraném 29. července 2023 proti tehdejšímu nováčkovi ligy klubu FC Košice (remíza 0:0), na hrací plochu zamířil v 65. minutě namísto Ucheho Agba. Poprvé v sezoně zaznamenal branku v lize ve druhém kole v souboji s Duklou Banská Bystrica (remíza 2:2), když ve 37. minutě srovnával na průběžných 1:1. Svůj druhý a třetí ligový gól v ročníku vsítil 1. 10. 2023 proti ViOnu Zlaté Moravce – Vráble, když zvyšoval nejprve na 2:0 a následně na konečných 3:0 na hřišti soupeře. Počtvrté v sezoně skóroval v 18. kole v souboji s týmem MFK Ružomberok (remíza 2:2), když ve 31. minutě srovnával na průběžných 1:1. Svoji pátou a šestou branku v ročníku si připsal v souboji s mužstvem FC DAC 1904 Dunajská Streda (výhra 2:1), když se trefil ve 24. a v 62. minutě. Posedmé v sezoně skóroval 25. února 2024 ve 21. kole v 51. minutě z penalty proti klubu AS Trenčín (výhra 2:0). Následně se střelecky prosadil 28. 4. 2024 v 84. minutě v odvetě na hřišti týmu FC DAC 1904 Dunajská Streda při prohře 3:5. V květnu 2024 jej Slovan Bratislava získal po využití předkupního práva od ročníku 2024/2025 na přestup a uzavřel s ním dvouletou smlouvu. Svůj devátý ligový gól v sezoně dal v odvetě s Ružomberkem, když při výhře 5:1 zvyšoval v 61. minutě na průběžných 4:1. Na jaře 2024 pomohl Slovanu k šestému ligovému titulu v řadě a celkově jubilejnímu 30. v historii mužstva.

#### Sezóna 2024/25
Se Slovanem Bratislava postoupil na podzim 2024 přes severomakedonský klub FC Struga (výhry 4:2 doma a 2:1 venku), tým NK Celje ze Slovinska (remíza 1:1 venku a výhra 5:0 doma), mužstvo APOEL FC z kyperského města Nikósie (výhra 2:0 doma a remíza 0:0 venku) a celek FC Midtjylland z Dánska (remíza 1:1 venku a výhra 3:2 doma) z prvního předkola až do hlavní části Ligy mistrů UEFA 2024/2025, do které se bratislavský klub dostal poprvé ve své historii. V ligové fázi tehdy hrající se novým formátem se se spoluhráči střetli s týmy Manchester City FC (Anglie) - (prohra 0:4 doma), FC Bayern Mnichov (Německo) - (prohra 1:3 venku), Atlético Madrid (Španělsko) - (prohra 1:3 venku), AC Milán (Itálie) - (prohra 2:3 doma), GNK Dinamo Záhřeb (Chorvatsko) - (prohra 1:4 doma), Celtic FC (Skotsko) - (prohra 1:5 venku), VfB Stuttgart (Německo) - (prohra 1:3 doma) a Girona FC (Španělsko) - (prohra 0:2 venku) a v konečné tabulce složené ze všech mužstev postoupivších do ligové fáze skončili na 35. místě a do vyřazovací fáze nepostoupili. Celkem v tomto ročníku pohárové Evropy odehrál Tolič 14 utkání, v nichž vstřelil čtyři branky, konkrétně dvě v odvetě s Midtjyllandem a po jedné v odvetném duelu s Celje a s Bayernem Mnichov. Poprvé v sezoně se střelecky prosadil 4. prosince 2024 v dohrávce s mužstvem KFC Komárno (výhra 6:0), když v 84. minutě zvyšoval na průběžných 5:0. Svůj druhý ligový gól v ročníku vsítil ve 28. kole v souboji se Spartakem Trnava při venkovním vítězství 3:2. Na jaře 2025 vybojoval se Slovanem Bratislava po domácí výhře 4:3 nad celkem MŠK Žilina sedmý ligový titul v řadě.

## Klubové statistiky
Aktuální k 18. květnu 2025
| Sezona    | Klub                            | Soutěž            | Zápasy | Góly |
| --------- | ------------------------------- | ----------------- | ------ | ---- |
| 2014/2015 | NK Lokomotiva Zagreb            | MAXtv Prva Liga   | 1      | 0    |
| 2014/2015 | NK Sesvete (host.)              | Treća HNL         | 8      | 0    |
| 2015/2016 | NK Hrvatski Dragovoljac (host.) | Treća HNL         | 0      | 0    |
| 2015/2016 | NK Lučko (host.)                | Treća HNL         | 10     | 2    |
| 2016/2017 | HNK Gorica (host.)              | Treća HNL         | 2      | 0    |
| 2016/2017 | NK Lučko (host.)                | Treća HNL         | 4      | 0    |
| 2017/2018 | NK Sesvete (host.)              | Treća HNL         | 24     | 8    |
| 2018/2019 | NK Sesvete (host.)              | Treća HNL         | 24     | 15   |
| 2019/2020 | NK Lokomotiva Zagreb            | Telekom Prva liga | 31     | 11   |
| 2020/2021 | GNK Dinamo Záhřeb               | Telekom Prva liga | 21     | 4    |
| 2021/2022 | GNK Dinamo Záhřeb               | Telekom Prva liga | 24     | 2    |
| 2022/2023 | GNK Dinamo Záhřeb               | SuperSport HNL    | 2      | 0    |
| 2022/2023 | NK Maribor (host.)              | 1. liga           | 28     | 7    |
| 2023/2024 | ŠK Slovan Bratislava (host.)    | Niké liga         | 23     | 9    |
| 2024/2025 | ŠK Slovan Bratislava            | Niké liga         | 29     | 2    |
| 2025/2026 | ŠK Slovan Bratislava            | Niké liga         |        |      |